# Guerras de los Clanes Punti-Hakka
Las guerras de clanes Punti-Hakka fue una serie de conflictos entre los hakka y los cantoneses en Guangdong, China, entre 1855 y 1867. Hakka significa literalmente familia invitada y Punti literalmente significa nativos. Los Punti también se conocen por los idiomas que hablaban, el chino yue. El origen de este sangriento conflicto radica en el resentimiento de los cantoneses hacia el pueblo hakka, cuyo dramático crecimiento demográfico amenaza al pueblo cantonés.[cita requerida] Los hakka fueron marginados y reasentados, y se vieron obligados a habitar las colinas y los cursos de agua en lugar de las fértiles llanuras.

## Antecedentes
Los nativos de habla cantonés ( existing , bendi ) de estas áreas, conocidos en cantonés como "Punti", protegían sus propias tierras más fértiles, y los recién llegados fueron empujados a los límites exteriores de las llanuras fértiles, a pesar de haber migrado legítimamente. o se establecieron en regiones más montañosas para ganarse la vida. El conflicto entre los dos grupos creció y se cree que "Hakka" se convirtió en un término de burla utilizado por los Punti dirigido a los recién llegados. Finalmente, la tensión entre los dos grupos (los Hakkas se habían resuelto durante varios cientos de años y no podían considerarse migrantes en ningún sentido) conduciría a una serie de escaramuzas en el siglo XIX en el delta del río de las Perlas, conocido como las guerras de los Clanes Punti-Hakka. El problema no fue que los dos grupos hablaran un idioma diferente. De hecho, los "locales" comprendían diferentes pueblos que hablaban varias lenguas mutuamente ininteligibles, como era típico del campo chino en todo el sur de China, pero se consideraban "locales" o punis, pero excluían a los hakkas de tal designación. (El término chino bendi describe a cualquier pueblo nativo en cualquier lugar; el término inglés "Punti" describe al cantonés nativo de Guangdong, pero no al cantonés emigrante de otros lugares).
Con el tiempo, los recién llegados adoptaron el término "Hakka" para referirse a sí mismos, sobre todo debido a las tendencias migratorias inherentes a su propia cultura. Aunque la mayoría de los inmigrantes llamados Hakkas eran hablantes de Hakka , el término se usó más tarde para incluir varias etnias de las colinas como la gente Ella y Yao que se registraron como las llamadas "Familias invitadas" cuando emigraron con los Hakkas juntos desde las colinas. Los matrimonios entre miembros de Hakka y Punti eran extremadamente raros. A través de estudios de las genealogías cantonesas y hakka, algunas personas Hakka y Punti con los mismos apellidos alegan que pueden tener los mismos antepasados, aunque sus descendientes se identifican fuertemente con un grupo con exclusión del otro.
Durante la conquista Qing de los Ming , los leales a los Ming bajo Koxinga establecieron una sede temporal y una oficina regional para la dinastía Ming [3] [4] en Taiwán con la esperanza de retomar finalmente China continental. En un intento por derrotar a estos guerreros y piratas sin una guerra, el emperador Kangxi reforzó la prohibición del mar de su dinastía ( haijin ) en 1661 y emitió la orden para la Gran Despeje de la costa sureste. Chinos, especialmente los de etnia Tanka , que viven frente a la costa de Shandong a GuangdongSe les ordenó destruir sus propiedades y trasladarse tierra adentro de 30 a 50 li (aproximadamente 16 a 31 km o 9,9 a 19,3 millas) bajo pena de muerte para privar a los rebeldes taiwaneses de apoyo u objetivos para atacar. Los gobernadores y virreyes de las provincias afectadas presentaron mordaces memoriales y la política se revirtió después de ocho años. En 1669 y 1671, sin embargo, fuertes tifones destruyeron los pocos asentamientos que existían.
Como muchos menos Punti regresaron a las tierras abandonadas de lo esperado, el gobernante Qing decidió proporcionar incentivos para repoblar estas áreas. Los más visibles de los que respondieron fueron los Hakka . Durante algún tiempo, Punti y Hakka vivieron juntos en paz. A medida que la población de la provincia de Guangdong se disparó, la vida se volvió cada vez más difícil y estalló el malestar, como la Rebelión del Turbante Rojo liderada por los cantoneses que atacaron a Ho Yun y Fat Shan .

## Guerra de clanes
Durante la rebelión de los turbantes rojos en Cantón, los hakkas habían ayudado al ejército imperial a asaltar las aldeas de Punti para matar a los rebeldes y a cualquier simpatizante real o presunto, incluidos los aldeanos que se vieron obligados a pagar impuestos a los turbantes rojos. Esto precipitó una abierta hostilidad entre los Hakka y Punti, y los Punti atacaron las aldeas Hakka en venganza.
Las batallas rugieron. Ambos bandos fortificaron sus aldeas con murallas, destruyeron puentes y carreteras y levantaron ejércitos lo mejor que pudieron. Aldeas enteras participaron en la lucha con todos los hombres sanos llamados a luchar. Los cantoneses estaban armados con la ayuda de sus familiares en Hong Kong y la diáspora china que vivía en el extranjero. Algunos cautivos fueron vendidos a Cuba y Sudamérica como culis a través de Hong Kong y Macao , y otros vendidos a los burdeles de Macao. 500.000 perecieron en la guerra por luchas genocidas en las que miles de pueblos fueron destruidos, a pesar de que un número aún mayor pereció en epidemias. [1]

## Resolución
El conflicto alcanzó una escala devastadora. Más de un millón de personas murieron y miles de pueblos fueron destruidos. Debido a que los Punti superaron significativamente en número a los Hakka, las pérdidas de Hakka fueron más extensas, la proporción de población de Hakka en el área de Sze Yup se redujo al 3%, y muchos se trasladaron a Guangxi.
Durante muchos años, a los Hakka se les asignó su propio condado independiente, Chek Kai (赤溪), situado en el sureste de Toishan.